# Област Валона
Област Валона (алб. Rrethi i Vlorës, Влора) је једна од 36 области Албаније. Има 147.000 становника (процена 2004), укључујући и неалбанце, посебно Грке. Област има површину од 1.609 km². На југозападу је земље, а главни град је Валона. Међу осталим значајнијим местима у овој области су Химаре, Орикум, Дхерми, Паласе, Коцул, и Селенице.
Валона је најближа тачка на албанској обали италијанском полуострву.
Обухвата општине: Армен, Братај, Влахин (Влахиње), Вљор (Валона, Авлона), Враништ (Враниште), Кот, Новосељ (Ново Село), Орикум, Севастер, Сељениц (Селаница), Ћендр (Центар), Химар и Шушиц (Сушица).